# Daniil Move

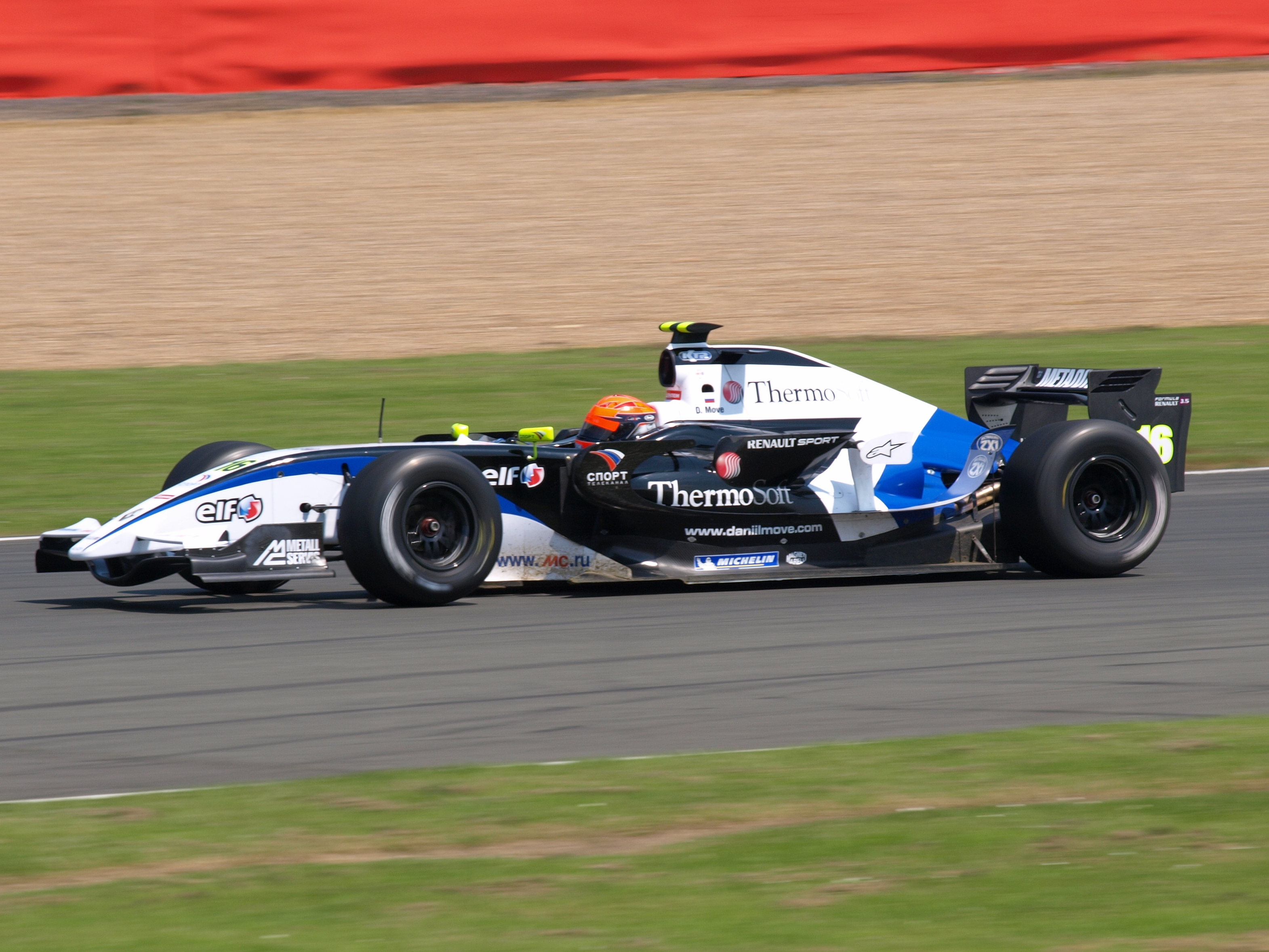
Daniil Move i Formula Renault 3.5 Series 2008.

Daniil Jurjevitj Move, född 11 december 1985 i Moskva, är en rysk racerförare.

## Racingkarriär
| År                                               | Klass/Mästerskap             | Team                | Bil                       | Totalt/poäng | Bästa placering              |
| ------------------------------------------------ | ---------------------------- | ------------------- | ------------------------- | ------------ | ---------------------------- |
| 2004                                             | Formula Russia               | LOTTA Racing        | AKKC FR 02/2 (Alfa Romeo) | 2:a/53p      | ?                            |
| 2005                                             | 3000 Pro Series              | CEK                 | Lola B99/50               | -/0p         | ?                            |
| 2005                                             | Formula 1600 Russia          | ?                   | ?                         | 12:a/4p      | ?                            |
| 2006                                             | F3000 International Masters  | ADM Motorsport      | Lola B99/50 (Zytek)       | 16:e/11p     | 3:a på Oschersleben (Race 1) |
| 2007                                             | Formula Renault 3.5 Series   | Interwetten.com     | Dallara FR35 (Renault)    | -/0p         | Två tolfteplatser            |
| 2007                                             | International Formula Master | Alan Racing Team    | Formula S2000             | 18:e/8p      | 4:a på Monza (Race 2)        |
| 2008                                             | Formula Renault 3.5 Series   | KTR                 | Dallara FR35 (Renault)    | 22:a/6p      | 5:a på Spa (Race 2)          |
| 2009                                             | Formula Renault 3.5 Series   | P1 Motorsport       | Dallara FR35 (Renault)    | 10:a/49p     | Två tredjeplatser            |
| 2010                                             | Formula Renault 3.5 Series   | Junior Lotus Racing | Dallara FR35 (Renault)    | 21:a/9p      | 7:a på Motorland (Race 2)    |
| Senast uppdaterad: 2011-02-19 (5072 dagar sedan) |                              |                     |                           |              |                              |